# Emmett Williams
Emmett Williams, né à Greenville, en Caroline du Sud, le 4 avril 1925, mort le 14 février 2007  à Berlin, en Allemagne, est un poète américain.

## Biographie
Il est né à Greenville, en Caroline du Sud et grandit en Virginie. Il vécut en Europe de 1949 à 1966. Williams étudia la poésie avec John Crowe Ransom au Kenyon College, étudia l'anthropologie à l'université de Paris, et travailla comme assistant avec l'ethnologue Paul Radin en Suisse.
Comme artiste et poète, Emmett Williams collabora avec Daniel Spoerri au cercle de Darmstadt de poésie concrète de 1957 à 1959. Dans les années 1960, Williams fut le coordinateur européen de Fluxus, et un des membres fondateurs du Domaine Poétique à Paris.
Il apparait dans le film Back and Forth de Michael Snow tourné en 1968.
Ses pièces de théâtre sont apparues dans Das Neue Forum, Berner Blatter, Ulmer Theater, et d'autres magazines européens. Williams traduit en anglais la Topographie anecdotée du hasard de Daniel Spoerri, collabora avec Claes Oldenburg dans Store Days, et édita An Anthology of Concrete Poetry (Une anthologie de la poésie concrète), publiée par Something Else Press (dirigée par Dick Higgins, amis des artistes Fluxus)
En 2013, les éditions Primary Information ont publié une réédition de An Anthology of Concrete Poetry. En 2014, les éditions Zédélé ont publié une réédition de Soldier, un poème paru en 1973 dans A Valentine for Noel, un recueil sorti chez Something Else Press et Hansjörg Mayer.
En 1996, il fut décoré pour l'ensemble de son œuvre par le Hanna-Hösch-Preis.